# ميخائيل كليري
ميخائيل كليري (بالإنجليزية: Michael Cleary)‏ هو قسيس أيرلندي، ولد في 17 مايو 1934 في دبلن في جمهورية أيرلندا، وتوفي في 31 ديسمبر 1993.